# دانیل گلداشمیت
دانیل گلداشمیت (انگلیسی: Daniel Goldschmitt؛ زادهٔ ۲۲ دسامبر ۱۹۸۹) بازیکن فوتبال اهل آلمان است.
از باشگاه‌هایی که در آن بازی کرده‌است می‌توان به باشگاه فوتبال کیکرز اوفنباخ اشاره کرد.